# Live at Toomler
Live at Toomler is een livealbum van Anouk uit 2011. Het is haar twaalfde album in totaal.
Live at Toomler kwam uit op 25 november 2011 en is een registratie van een akoestisch optreden in Toomler te Amsterdam. Het album bevat slechts acht nummers, waarvan er twee ("Jerusalem" en "Modern World") niet afkomstig zijn van To Get Her Together. Het album komt in opzet overeen met haar tussendooralbum Update, dat akoestische (studio)versies bevat van het album Graduated Fool, inclusief enkele liveopnamen. 
Live at Toomler is als cd en download uitgegeven, maar ook als bonus-cd bij de nieuwe uitgave van To Get Her Together. 

## Nummers
| 1.                 | Ms. Crazy          | 4:36 |
| 2.                 | Killer Bee         | 3:26 |
| 3.                 | What Have You Done | 4:04 |
| 4.                 | Down & dirty       | 4:36 |
| 5.                 | Been Here Before   | 4:50 |
| 6.                 | Better Off Alone   | 4:12 |
| 7.                 | Jerusalem          | 5:26 |
| 8.                 | Modern World       | 9:45 |
| Totale duur: 39:42 |                    |      |